# Seppe Odeyn
Seppe Odeyn, né le 20 mars 1987, est un triathlète belge, double champion du monde de duathlon longue distance en 2016 et 2021.

## Biographie
Seppe Odeyn naît le 20 mars 1987. Il remporte le Powerman de 2016.
Il obtient la deuxième position l'année suivante.
Seppe Odeyn est le premier à franchir la ligne d'arrivée avec un temps total de 2:39:23 du Powerman de Grèce 2019.

## Palmarès
Le tableau présente les résultats les plus significatifs (podium) obtenus sur le circuit international de duathlon et de triathlon depuis 2015.
| Année | Compétition                                       | Pays     | Position          | Temps           |
| ----- | ------------------------------------------------- | -------- | ----------------- | --------------- |
| 2021  | Championnats du monde de duathlon longue distance | Suisse   | Médaille d'or     | 6 h 6 min 41 s  |
| 2021  | Powerman Duathlon                                 | Suisse   | Médaille d'or     | 6 h 6 min 41 s  |
| 2017  | Championnats du monde de duathlon longue distance | Suisse   | Médaille d'argent | 6 h 32 min 30 s |
| 2017  | Powerman Duathlon                                 | Suisse   | Médaille d'argent | 6 h 32 min 30 s |
| 2016  | Championnats du monde de duathlon longue distance | Suisse   | Médaille d'or     | 6 h 23 min 43 s |
| 2016  | Powerman Duathlon                                 | Suisse   | Médaille d'or     | 6 h 23 min 43 s |
| 2015  | Championnats du monde de duathlon longue distance | Suisse   | Médaille d'argent | 6 h 49 min 45 s |
| 2015  | Powerman Duathlon                                 | Suisse   | Médaille d'argent | 6 h 49 min 45 s |
| 2015  | Championnats de Belgique de duathlon              | Belgique | Médaille d'or     | 2 h 49 min 45 s |